# محمد موسى العامري
 محمد بن موسى العامري  (ولد عام 1965) سياسي يمني، هو رئيس حزب اتحاد الرشاد اليمني، وتعين وزير دولة في حكومة خالد بحاح بتاريخ 7 نوفمبر 2014  وظل في منصبه حتى قدمت حكومة خالد بحاح استقالتها في 22 يناير 2015، بعد انقلاب اليمن 2014 الذي قام به الحوثيون.

## النشأة والتعليم
ولد محمد في قرية خصب التابعة لبني عامر في محافظة البيضاء وسط اليمن ووفقا لسيرته الذاتية، تلقى تعليمه الأساسي فيها ثم رحل إلى السعودية وأكمل تعليمه هناك ليعود إلى اليمن ويلتحق بمدرسة  دار الحديث  التي أسسها السلفي مقبل الوادعي تذكر سيرته الذاتية أن حصل على درجة الماجستير والدكتوراة من جامعة أم درمان الإسلامية السودانية في مقاصد الشريعة

## السياسة
أسّس حزب اتحاد الرشاد اليمني ذا التوجهات السلفية عام 2012.